# Albino Núñez Domínguez
Albino Núñez Domínguez (San Pedro da Mezquita, A Merca, 13 de dezembro de 1901 — Ourense, 7 de fevereiro de 1974) foi um escritor, pedagogo e poeta galego.
Estudou na Escola Normal de Ourense, sendo «discípulo predilecto de dom Vicente Risco, dom Felipe Pedreira, de dom José Costumar e de dona Araceli Ancochea» (A. Vilanova). Exerceu de professor nas localidades de Amoroce (Celanova, Ourense) e Maceda (Ourense), iniciando-se no ambiente empobrecido da aldeia galega sua fervor pela pedagogia, que teria de ser a grande paixão de sua vida. 
Em 1932, a A.T.E.O. (Associação de Trabalhadores do Ensino de Ourense), da qual era seu presidente, decide editar uma revista pedagógica que chamar-se-ia «Escola do Trabalho» e que teve um andamento por dois anos, com vinte e seis números publicados. Encarrega-se sua direcção a Albino Núñez Domínguez, «um mestre namorado da sua profissão e cheio de ideias renovadoras, tendo de colaboradores a tudo ou Conselho de Direcção daquele jornal anterior, A República, e a grande quantidade de mestres republicanos dispersos pela província ourensana» (Joam C. Chilhon Iglesias). 
A revista constituiu um autêntico revulsivo no ensino, ancorado então nos velhos métodos. Albino Núñez imprimiu-lhe um carácter técnico-pedagógico, recusando de pleno o pernicioso memorismo e o excessivo intelectualismo da época, e introduzindo os métodos da «Escola Nova», baseados nas mais recentes doutrinas pedagógicas e em tentativas empíricas para sua realização. Foi o primeiro meio de difusão que fez chegar às escolas da província ourensana as novas técnicas pedagógicas (Montessori, Kerschensteiner, Decroly, Dewey, Cousinet, etc ...). 
Ao aprovar a oposição ao Corpo de Directores Escoares, Núñez Domínguez é transladado ao Grupo Escolar «Conceição Areal» da Corunha, onde seguiria desenvolvendo as novas técnicas escolares, estabelecendo «novos fins» da educação e orientando para esses fins a obra social da escola «por meios psico-biológicos de adaptação do comportamento». Mas a Guerra Civil Espanhola truncou suas aspirações humanistas quando era director do Centro antes mencionado. A partir de 1936 dedicou-se ao ensino privado, primeiro em Lugo, e mais tarde em Ourense, onde fundou, em 1949, o centro de ensino «Estudios Galicia». O grande interesse deste centro radicava, sobretudo, na especial atenção dedicada à formação de mestres que depois levariam às suas aulas as novas técnicas de ensino. 
Em Agosto de 1959 foi reabilitado, primeiro como mestre e depois como director escolar, ocupando seu último destino n'A Estrada (Galiza) (Pontevedra). 
O Centro educativo de Casardomato (Ourense) leva seu nome, por sugestão da Corporação municipal em 1980. 

## Obra
Ainda que grande parte da obra de Albino Núñez Domínguez permanece inédita, podem-se citar interessantes trabalhos de sua autoria:
- Parnaso Galaico (1956)
- Musa Galega (1957)
- A nosa fala (1958)
- Maruxa ou a femineidade(1958)
- Grandezas e miserias da nosa terra (1959)
- Nin lendas negras nin historias brancas(1962)
- Toponimia galaica(1965)
- Romance de Castrelo de Miño

Assim mesmo, é autor do livro Temas de pedagogia (Ourense, 1963), onde está recolhido seu ideário educativo, baseado em suas experiências pessoais e em leituras dos pedagogos de seu tempo. Aborda a problemática educativa. Defende a escola activa e funcional, o respeito à liberdade do educando e propugna o método heurístico-socrático como o mais idóneo para chegar ao conhecimento da ciência, método cuja mecanização actual segue constituindo a base do ensino programado. 
Além de seu trabalho educativo, Núñez Domínguez realizou estudos geográficos, de toponímia e literários, colaborou assiduamente na imprensa galega (La Región, La Voz de Galicia, Faro de Vigo, La Noche, Lar, Vieiros, Jornal ABC, Irmandade de Caracas ... ) e traduziu para o galego poemas de Antonio Machado.